# Nitai Palit
Nitai Palit (eigentlich Nityananda Palit; * 8. März 1923 in Cuttack; † 26. Juli 1990 ebenda) war ein indischer Regisseur des Oriya-Films.

## Leben
Palit begann als Bühnenautor und Theaterproduzent und war in der Indian People’s Theatre Association aktiv. Seinen ersten Kontakt mit dem Film hatte er 1953 als Darsteller in Amari Gaan Jhua von Vinay Bannerjee. Im folgenden Jahr hatte Palit mit Kedar Gouri, einer tragischen Liebesgeschichte, sein Filmdebüt als Regisseur gemeinsam mit dem Bühnenautor Manoranjan Das. Den Durchbruch erlangte er 1965 mit Malajanha, einer Verfilmung des gleichnamigen klassischen Oriya-Romans von Upendra Kishore Das aus dem Jahr 1922. Die Hauptrollen in diesem melodramatischen Filmepos um die Unterdrückung der Frau in der traditionellen orissanischen Gesellschaft spielten Jharana Das und Akshay Kumar.
In den 1970er und 80er Jahren wurde er von der Regierung Orissas mehrfach mit dem Orissa Film Award für den besten Regisseur und 1982 für sein Lebenswerk ausgezeichnet.
Er starb 67-jährig an einem Herzinfarkt. In Erinnerung an ihn verleiht die Regierung Orissas jährlich einen „Nitai Palit Award“ an einen Filmschaffenden für dessen Beitrag zum Oriya-Film.

## Filmografie (Regiearbeiten)
- 1954: Kedar Gouri
- 1956: Bhai Bhai
- 1959: Maa
- 1965: Malajanha
- 1968: Kie Kahara
- 1969: Bandhan
- 1972: Dharitri
- 1974: Mana Akasha
- 1976: Krishna Sudama
- 1977: Bandhu Mohanty
- 1980: Anuraag
- 1981: Kiye Jite Kiye Hare